# 扎扎河
扎扎河是俄羅斯的河流，屬於維季姆河的右支流，由布里亞特共和國負責管轄，河道全長137公里，流域面積1,890平方公里，河水主要來自融雪，每年十月至翌年五月結冰。